# Murphy's Law (serie televisiva 2001)
Murphy's Law è un dramma televisivo della BBC, prodotto da Tiger Aspect Productions per BBC One, con James Nesbitt nei panni di un agente di polizia sotto copertura Tommy Murphy. In Italia è andata in onda su Fox Crime dal 23 maggio 2007.

## Trama
Nei panni di un poliziotto anticonformista con un passato oscuro, il sergente Thomas Murphy fallisce una valutazione psichiatrica ma li viene data un'ultima possibilità dal suo capo e gli viene dato un pericoloso incarico sotto copertura.

## Episodi
| Stagioni         | Episodi | Prima TV originale | Prima TV Italia |
| ---------------- | ------- | ------------------ | --------------- |
| Prima stagione   | 5       | 2001-2003          | 2007            |
| Seconda stagione | 6       | 2004               | 2008            |
| Terza stagione   | 6       | 2005               | 2008            |
| Quarta stagione  | 3       | 2006               | 2008            |
| Quinta stagione  | 3       | 2007               |                 |